# ترامواي (مركز الفنون)
ترامواي (مركز الفنون) (بالإنجليزية:(Tramway (arts centre) هو مكان معاصر للفنون البصرية والعدائية يقع في مدينة غلاسكو الاسكتلندية. يقع في مستودع سابق للترام في منطقة بولوكشيلدز في الجانب الجنوبي، وهو يتألف من مساحتين للأداء ومعارض، بالإضافة إلى توفير مرافق للمشاريع المجتمعية والفنية. تقع الحدائق المخفية خلف الترام. الملحق الجديد للترام هو موطن الباليه الإسكتلندي، ويزعم أنه أحد الأماكن الرائدة من نوعه في أوروبا.

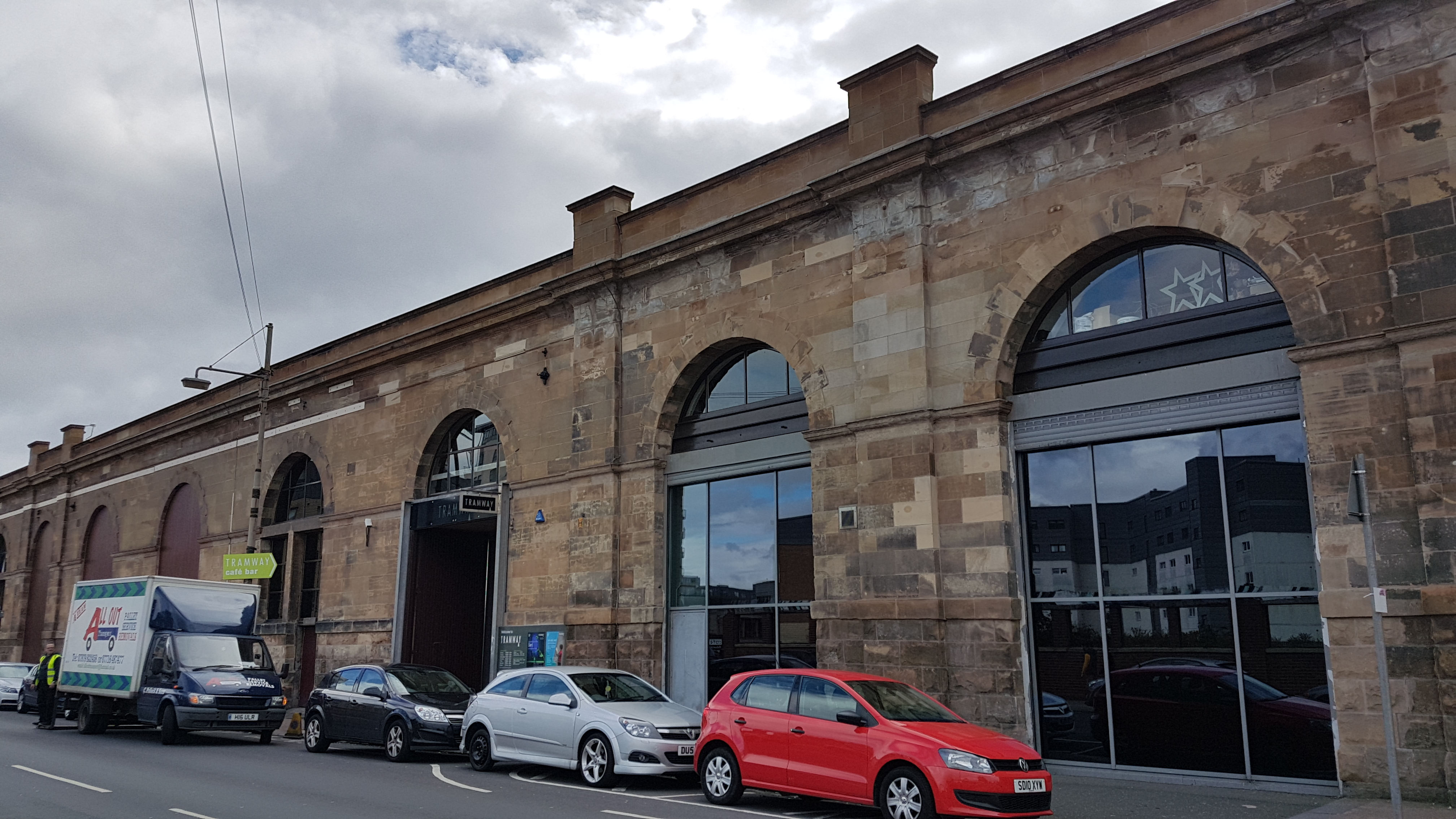
الترام

## تاريخ المركز
يحتل الترام مستودع كوبلاويل جلاسجو السابق. وقد تم بناء مستودع الترام الأصلي في عام 1894، وأضيفت حلقات عمل أخرى بين عامي 1899 و 1912. تم تحويله لاستخدامه كمتحف غلاسكو للنقل في عام 1964، حتى نقل المتحف إلى قاعة كيلفن في عام 1987. وقد تم استخدامه لأول مرة كمكان للأداء في عام 1988، مع بيتر بروك في ماهابهاراتا. وفي عام 1990، كان مكانا بارزا كجزء من احتفالات مدينة الثقافة الأوروبية . وقد تم حمايته كمبنى مدرج ضمن الفئة باء منذ عام 1990.
استضاف مركز الفنون الترامواي العديد من الفنانين والفنانين العالميين والإسكتلنديين البارزين، بما في ذلك روبرت ليباج، دوغلاس غوردون ولليز بالس دي لا بي، فضلا عن وجود روابط وثيقة مع مدرسة غلاسكو للفنون والأكاديمية الاسكتلندية الملكية للموسيقى والدراما. وقد شملت المعارض الأعمال الجديدة الأصلية التي قامت بها كريستين بورلاند ودوغلاس غوردون. ترامواى أيضا لديه شركة ناجحة جدا للشباب تسمى تقاطع 25، يديرها تاشى جور وجيس ثورب من أداء (جلاس)، الذين حققوا نجاحا دوليا، فضلا عن تنظيم مهرجان أدنبره مرتين في السنة. احتفلت المجموعة بالذكرى السنوية العاشرة لتأسيسها في مارس 2015. كما كان الترامواي قاعدة لمشروع جلاس للأداء لعام 2013، ألبرت درايف.

## الإغلاق
في عام 2003، خطط لإغلاق مركز الفنون وتحويل المبنى إلى بروفة ومساحة إضافية للباليه الإسكتلندي مما أدى ذلك إلى معارضة واسعة من مجتمع الفنون والجمهور الأوسع. وفي نهاية المطاف، تقرر إيواء مرافق الباليه في مساحة مهجورة سابقًا في الجزء الخلفي من المبنى، مع الاحتفاظ بمركز الفنون في الهيكل القائم. وقد انتقل الباليه الإسكتلندي إلى منزله الجديد في عام 2009. وتم تعيين سارة مونرو أول مدير عام للترامواي في عام 2008 وهي لا تزال تعمل بصفتها جزءا من دورها كمدير لغلاسكو لايف. في يناير 2013، أعلنت مؤسسة تاتي أن الترامواي سيستضيف جائزة تيرنر لعام 2015.

## وصلات خارجية
- موقع مركز ترامواي الرسمي باللغة الإنجليزية